# Горвіц Олександр Борисович
Олекса́ндр Бори́сович Го́рвіц (17 лютого (1 березня) 1897 , Чуднів, Волинська губернія  — 20 січня (2 лютого) 1918 , Київ, Київська губернія, УНР ) — український революційний діяч, член РСДРП(б).

## Біографія
Народився 17 лютого (1 березня) 1897 року в містечку Чуднів Волинської губернії, тепер Житомирська область, Україна.
З 12 (25) вересня 1912 по 1 (14) травня 1915 року навчався в Приватному трьохкласному комерційному училищі А. А. Ежевського у Варшаві. Закінчив училище зі срібною медаллю, удостоєний звання особистого почесного громадянина і кандидата комерції. У 1915—1916 роках навчався в Київському комерційному інституті.
У лютому (ст. ст.) 1917 року повернувся до Києва. Член редколегії друкованого органу київської організації РСДРП(б) — газети «Голос социал-демократа». Делегат обласного з'їзду рад Південно-Західного краю (квітень 1917). Від травня 1917 року — член Київського комітету РСДРП(б), виконкому Київської ради робітничих депутатів, у листопаді — член виконкому Київської об'єднаної ради робітничих і солдатських депутатів. Під час липневих заворушень у Петрограді (нині м. Санкт-Петербург) 5 (18) липня 1917 року був заарештований юнкерами, але під тиском Київського комітету РСДРП(б) звільнений. 27 жовтня (9 листопада) на пленумі київських рад обраний до ревкому для підготовки збройного повстання робітників і революційних солдатів, був заарештований разом з іншими керівниками більшовиків військовиками штабу Київського військового округу, звільнений після капітуляції останнього.
Виступив проти проведення повстання на заклик більшовиків напередодні Всеукраїнського з'їзду рад селянських, робітничих і солдатських депутатів. 5 грудня на обласному (крайовому) з'їзді РСДРП(б) обраний членом Головного комітету РСДРП(б) — соціал-демократії України, на Першому Всеукраїнському з'їзді рад — членом ЦВК рад України.
У січні 1918 року — уповноважений Народного секретаріату для проведення в Києві повстання робітників і солдатів проти Української Центральної Ради, один з його керівників. Від 15 (28) січня 1918 року — член загально-міського Військово-революційного комітету. Керував повсталими на Печерську (див. Київське (січневе) збройне повстання 1918). Під час намагань відновити зв'язок з іншими районами міста його схопили прибічники УЦР.
Помер 20 січня (2 лютого) 1918 року; за даними Оксани Щусь, Великої радянської енциклопедії, його закатували (за іншими даними — зарубали вільні козаки).
Похований 31 січня (13 лютого) 1918 року в братській могилі в Маріїнському парку.